# Centre paroissial de Seinäjoki
Le centre paroisial de Seinäjoki (en finnois : Seinäjoen seurakuntakeskus) est un bâtiment formant un ensemble avec l'église de la Croix des plaines à Seinäjoki en Finlande.

## Présentation
Construit sur trois étages, le centre est au bord de la cour de l'église, où ont lieu des événements religieux en plein air. 
Les mêmes essences de bois que dans l'église ont été utilisées pour le revêtement de la salle paroissiale : hêtres rouges sur les murs, bancs en hêtre rouge.
Le centre paroissial fait partie du centre Aalto, un groupe de bâtiments publics conçus par Alvar Aalto, qui est classé par la direction des musées de Finlande parmi les Sites culturels construits d'intérêt national en Finlande.